# Signorets steltwants
De signorets steltwants (Berytinus signoreti) is een wants uit de familie steltwantsen (Berytidae).

## Uiterlijk
Kenmerkend voor de leden van het genus Berytinus is, dat het tweede segment van de antenne heel kort is, veel korter dan het eerste antennesegment.
De signorets steltwants is lichtbruin van kleur. Het uiteinde van het eerste antennesegment is verdikt en lichtbruin. Het vierde antennesegment is donkerbruin. Aan de basis van de vleugeladeren van de membranen van het hemi-elytrum is gewoonlijk een kleine donkere vlek. De lengte is  4,3 – 5,6 mm.

## Verspreiding en habitat
De soort wordt aangetroffen in Europa en naar het oosten verspreid naar de regio van de Zwarte Zee en  Klein-Azië. In Nederland is hij zeldzaam. Hij is te vinden in overwegend zonnige gebieden. 

## Leefwijze
Ze voeden zich met planten uit de vlinderbloemenfamilie (Fabaceae) als gewone rolklaver ( Lotus corniculatus ), stalkruid (Ononis) en rupsklaver (Medicago). De volwassen wants overwintert vaak in de droge strooisellaag onder planten uit de heidefamilie (Ericaceae) als struikhei (Calluna) en dophei (Erica). Vanaf juli, augustus verschijnt de nieuwe generatie volwassen wantsen. 